# ミスワカナ・玉松一郎
ミスワカナ・玉松 一郎（ミスワカナ・たままつ いちろう）は、日本の昭和初期から中期にかけて活動した、男女による漫才コンビである。しゃべくりを基調としながら、時おり音曲を交えて華麗に漫才を繰り広げる芸風で、結成初期は横山エンタツ・花菱アチャコと並び一世を風靡した。結成時メンバー没後の1997年（平成9年）、第2回上方演芸の殿堂入り。
玉松一郎の相方として「ミスワカナ」を名乗った人物は4名存在するが、コンビ結成から終戦直後まで活動した初代（本名：川本 杉子）が最も著名である。

## メンバー

### ミスワカナ

#### 初代
初代 ミスワカナ（本名：河本 杉子、1910年10月20日 - 1946年10月15日）
鳥取県気高郡海徳村出身。旅芸人の家に生まれ、幼い頃から巡業に同行するが、4歳の頃に父が死去。1919年（大正8年）、9歳で江州音頭の音頭取り兼漫才師の2代目河内家芳春に入門し、「河内家小芳」を名乗り、本格的に芸界入り。そのかたわら、安来節の山村出雲に12歳まで師事した。14歳頃、幼少期からの許婚であった玉子家金之助と組む。
1925年（大正14年）に大八会へ入り、初代平和ニコニコとコンビを組み、千日前楽天地に出演。この頃一郎と出会い恋に落ちるも、1928年（昭和3年）郷里に戻り許婚の金之助と結婚し、のちの3代目ミスワカナとなる三崎希於子をもうける。翌1929年（昭和4年）に大阪に戻って活動を再開。一郎と再会し、駆け落ちとコンビ結成を決意する。
相方と同じ亭号の「玉松若菜」をへて、1931年（昭和6年）以降1937年（昭和12年）まで「都家若菜」。吉本入社時に「ミスワカナ」に改名。1940年（昭和15年）、風紀上好ましくない芸名の改名を求めた内務省の通達により、「玉松ワカナ」に改名する。この時、ワカナは「ミスワカナがだめなら“メスワカナ”にしましょうか」と言ったという。ほかに「松竹ワカナ」とクレジットされたSPレコードが存在する（後述）。
妻子持ちの俳優・沢村いき雄に夢中になったことがもとで、一郎と離婚するもコンビは続行。1940年（昭和15年）ごろより、一郎の知り合いの看護婦にヒロポンを勧められたのがもとで、1942年（昭和17年）ごろから中毒がひどくなり、終戦直後には楽屋に閉じこもったり、意味不明なことを言ったり書いたり、舞台のネタを間違えるなど、異常をきたすようになった。また、ヒロポンのほかに睡眠薬をやっていたとか、心臓に病を持っていたと島ひろしは証言している。
晩年は京都・木屋町に住んだ。1946年（昭和21年）、西宮球場での野外演芸会の帰りに、阪急西宮北口駅のホームで心臓発作を起こし、35歳で急死した。ヒロポン中毒と過労が原因だったとの俗説があるが、当時付き人だった女性の「死ぬ2年ほど前から薬物は止めていた」との証言がある一方、自宅が近所で亡くなる当日に仕事場にハイヤーで一緒に向かった女優の森光子は、ワカナから小声で「これ ハイッ!!」と言われ、ハンカチに包まれたナルコポンの小箱を預けさせられ帰宅の際に「さっきの箱おおきに」と言って再び受け取り帰ったという。
墓所は京都市北区光念寺。1958年（昭和33年）3月に、松竹、新生プロダクション、上方演芸（のちの松竹芸能）の3社合同で初代ワカナの追善興行が行なわれ、弟子やゆかりの芸人が多数出演した。

#### 2代目～4代目
- 2代目 ミスワカナ - のちのミヤコ蝶々。
- 3代目 ミスワカナ - のちの三崎希於子。初代の娘。
- 4代目 ミスワカナ - のちの河村節子。初代の弟子で、元の芸名は「ミスワカ子」。

### 玉松一郎
玉松 一郎（たままつ いちろう、本名：河内山 一二三、1906年2月 - 1963年5月30日）
大阪市淡路町出身。1923年（大正12年）に大阪貿易語学院を卒業後、音楽家を志し、無声映画の楽士（伴奏をするオーケストラの一員）としてチェリストやドラマーを務める。この頃ミスワカナと出会い恋に落ちるも、結婚を両親に反対され、楽士の仕事も一時辞めさせられるものちに再開。ワカナと再会し、駆け落ちとコンビ結成を決意する。のちにワカナと離婚するがコンビは続行する。
芸名はミスワカナと再会した場所である玉造の「玉」と、一郎が当時住んでいた北区松ヶ枝町の「松」を取って名付けたもの。愛称は「たまいちさん」。
初代ワカナ死後、後述するように歴代3人の女性を「ミスワカナ」としてコンビを組む。1963年（昭和38年）に死去。

## コンビ来歴
一郎と初代ワカナはもともと許されぬ恋仲で、別れさせられていた。一郎が玉造の「朝日座」で映画伴奏をしていたところ、たまたまワカナも近くの玉造元町の三光館で漫才の修行をしており、2人はタバコ店でばったり再会。周囲の反対を押し切って九州へ駆け落ちする汽車の中で、コンビの結成を決意する。
広島の寄席でコンビ初舞台。一郎はこのときチェロを持った。中国地方、九州地方を経て中国青島へ渡るも、一郎が土地に馴染めず腎臓を病んだため、ワカナは家計を支えるべくタップなどを猛練習してダンサーとして活動し、その間一郎は回復を待ちながらアコーディオンを習得した。
帰国後の1931年（昭和6年）、「都家若菜・玉松一郎」として「若菜万歳一座」を組み、九州地方へ巡業。1937年（昭和12年）3月広島・呉の清水興行にいたワカナと一郎を、吉本興業の林正之助が誘い同社へ入社させ、コンビ名を「ミスワカナ・玉松一郎」とする。
以降、寄席・ラジオ出演・レコード録音を盛んに行ったほか、1938年（昭和13年）1月には「わらわし隊」の一員として中国戦線へ慰問を行う。
1939年（昭和14年）4月、突然新興キネマ演芸部の引き抜きに応じて吉本興業を退社、他の芸人も追随したことで大騒動を巻き起こす。
新興キネマの契約金は1万円前後で期間終了後に慰労金として渡すこと、月給は500-600円という破格の条件であった。
初代ワカナと一郎は1944年（昭和19年）に離婚するが、コンビは続ける。1945年（昭和20年）の終戦時は、京都南座での戦意高揚の芝居「勝利の日まで、勝ち抜く日まで」上演の初日だった。ワカナは日本兵の役で島ひろしが米兵役を務めた。終戦を受け、作家の八木承は翌日から急遽内容を変えた。
初代ワカナ死後、一郎は2代目ワカナとコンビを組むが、半年で解消。以後、3代目ワカナ、4代目ワカナと相方を変えながら、「ワカナ・一郎」として戎橋松竹、角座、うめだ花月などで漫才を続けたほか、創立当初の「吉本ヴァラエティ」（のちの吉本新喜劇）にも出演した。

## 芸風・評価
初代ワカナはイブニングドレス姿を基本に時折和装。一郎は背広を着て、アコーディオンを持った。ワカナ・一郎は、女性が男性をやっつけて話の主導権を握るという女性上位漫才の典型を確立したとされ、ミヤコ蝶々・南都雄二、ミスワカサ・島ひろし、島田洋之介・今喜多代など、その後多く輩出される男女コンビに大きな影響を与えた。
初代ワカナの鉄砲のごときスピード感で繰り出される変幻自在な話術と歌、茫洋としていながら実は絶妙にワカナを受ける一郎のツッコミとアコーディオンの演奏は、レコード音源などで確認することができる。
華奢な初代ワカナは、大柄でお世辞にもハンサムとは言いがたい一郎を「目はちっちゃいし、鼻は開いてる」「横で鼻をパクパクさせている」などと攻撃し、大いに笑いを取った。また初代ワカナは、その人並外れた記憶力と優れた音感を武器として、歌唱力に長けていたばかりでなく、日本全国のさまざまな方言を自在に操るという離れ業ができた。

## 弟子
初代ワカナの弟子にミスワカサ、ミスワカメ、ミスワカ子、ミスワカバ（のちの初代西川サクラ）らがいる。
一郎の弟子に玉松キャップ、近江吾朗（河内音頭、江州音頭、浪曲の曲師）、玉松3郎・8郎らがいる。

## 音源
「ワカナの放浪記」「全国婦人大会」「わらわし隊」「ワカナぶし」などがSPレコードとして残り、のちにCDなどで復刻されている。
- トンカラリ運動会（上）（テイチク 1941年8月 →国立国会図書館デジタルコレクション） - 「玉松ワカナ・一郎」名義
- トンカラリ運動会（下）（テイチク 1941年8月 →国立国会図書館デジタルコレクション） - 「玉松ワカナ・一郎」名義
- ワカナの国策百貨店（上）（テイチク 1941年9月 →国立国会図書館デジタルコレクション） - 「松竹ワカナ・玉松一郎」名義
- ワカナの国策百貨店（下）（テイチク 1941年9月 →国立国会図書館デジタルコレクション） - 「松竹ワカナ・玉松一郎」名義
- お笑い百貨事典 4 昭和12年〜20年 戦乱の中の笑い（キングレコード 2000年2月4日） - 「全国婦人大会」
- 再発見・ニッポンの音/芸(2)上方芸の達人たち ワカナの自叙伝（テイチク 1995年10月1日） - 「ワカナの自叙伝」
- 上方漫才黄金時代（コロムビア 1996年2月21日） - 「金色夜叉」

## 映画
- 水戸黄門漫遊記 日本晴れの巻（1930年、東宝映画京都） - ワカナは「玉松ワカナ」名義
- お伊勢詣り（1939年、新興京都）
- 金毘羅船（1939年、新興京都）
- 黄金道中（1940年、新興東京）
- 陽気な幽霊（1940年、新興京都） - ワカナは「玉松ワカナ」名義
- 瓢箪から出た駒（1946年、大映東京） - ワカナは「玉松ワカナ」名義
- 玉松一郎のみ出演
  - 満月城の歌合戦（1946年、松竹）
  - 野球狂時代（1948年、東横映画） - ミスワカサと共演
  - のど自慢狂時代（1949年、東横映画） - 3代目ワカナと共演
  - 弥次喜多猫化け道中（1949年、東横映画） - ミスワカサと共演
  - 妙法院勘八（1955年、松竹映画） - 3代目ワカナと共演

## ドラマ・芝居に描かれたワカナ・一郎
初代ワカナは、気性が非常に激しく、その生き方も極めて自由奔放であった。ワカナが生前可愛がっていたという森光子主演による演劇作品「おもろい女」(1978年〈昭和53年〉初演、作・小野田勇)は、希代の天才でありスターでありながら、ヒロポンによって体を蝕まれやがて自滅してしまう、その儚くも壮絶な人生を描いている。森の死後は、藤山直美によって演じられている。
また、1987年（昭和62年）に花王名人劇場で放送された「にっぽん笑売人」では、宮川大助・花子が「ワカナ・一郎」を演じている。当時吉本の会長だった林正之助は大助・花子に対し、「おまはんら、ワカナ・一郎の名預かっているさかい、つがへんか？」と襲名を薦めていた。

### ミスワカナを演じた女優
- 森光子（フジテレビドラマ「おもろい女」1965年、舞台「おもろい女」1978年 - 2006年）
森光子演じるミスワカナが、デビューしたての森光子に声をかけるシーンがある。
- 田中好子（NHK連続テレビ小説「心はいつもラムネ色」1985年）
- 宮川花子（関西テレビ花王名人劇場「にっぽん笑売人」1987年）
- 馬渕英俚可（NHK「戦場の漫才師たち〜わらわし隊の戦争〜」2010年8月11日）
- 三倉佳奈（東海テレビ「鈴子の恋 ミヤコ蝶々女の一代記」2012年）
- 藤林美沙（舞台「吉本百年物語 笑う門には、大大阪」2012年）
- 水野真紀（舞台「吉本百年物語 わらわし隊、大陸を行く」2012年）
- 藤山直美（舞台「おもろい女」2015年）
- 広瀬アリス（NHK連続テレビ小説「わろてんか」2017年）
ここで登場する「ミス・リリコ アンド シロー」のリリコ（秦野リリコ）がミスワカナをモデルとしている。

### 玉松一郎を演じた俳優
- 藤山寛美（フジテレビドラマ「おもろい女」1965年）
- 芦屋雁之助（舞台「おもろい女」1978年 - 1998年）
- せんだみつお（NHK連続テレビ小説「心はいつもラムネ色」1985年）
- 宮川大助（フジテレビ花王名人劇場「にっぽん笑売人」1987年）
- 段田安則（舞台「おもろい女」2004年 - 2006年）
- 岡田圭右（NHK「戦場の漫才師たち〜わらわし隊の戦争〜」2010年8月11日）
- 清水伸（東海テレビ「鈴子の恋 ミヤコ蝶々女の一代記」2012年）
- 山崎邦正（現：月亭方正）（舞台「吉本百年物語 笑う門には、大大阪」2012年）
- 木村祐一（舞台「吉本百年物語 わらわし隊、大陸を行く」2012年）
- 渡辺いっけい（舞台「おもろい女」2015年）
- 松尾諭（NHK連続テレビ小説「わろてんか」2017年）
ここで登場する「ミス・リリコ アンド シロー」のシロー（川上四郎）が玉松一郎をモデルとしている。

## その他
- 一郎の弟子である松森和夫が、1946年（昭和21年）当時に地方巡業の際に一郎が書き記した日記「旅のつれづれ」の存在を1997年（平成2年）に公表している。
- 多芸で比較的ワカナと芸風が似ていた富士蓉子は「東京のミスワカナ」と言われ人気を博した。